# تسعدیت عیسو
تسعدیت عیسو (انگلیسی: Tassadit Aïssou; ۱۹ ژوئن ۱۹۸۹) بازیکن والیبال زن اهل الجزایر است.